# Cispius bidentatus
Cispius bidentatus är en spindelart som beskrevs av Roger de Lessert 1936. Cispius bidentatus ingår i släktet Cispius och familjen vårdnätsspindlar. Inga underarter finns listade i Catalogue of Life.